# Essingen (Pfalz)
Essingen település Németországban, Rajna-vidék-Pfalz tartományban. Lakosainak száma 2271 fő (2023. december 31.).

## Népesség
A település népességének változása:
| Lakosok száma | 1689 | 2254 | 2240 | 2247 | 2273 | 2271 |
|               | 1975 | 2017 | 2019 | 2021 | 2022 | 2023 |